# Алексей Николаевич
Алексе́й Никола́евич (Рома́нов) (12 августа 1904, Петергоф, Санкт-Петербургская губерния — 17 июля 1918, Дом Ипатьева, Пермская губерния) — последний официальный наследник российского престола, при жизни официально правящего монарха Российской империи, с официальными титулами цесаревич, великий князь и августейший атаман всех казачьих войск, пятый ребёнок и единственный сын Николая II и Александры Фёдоровны.
Расстрелян 17 июля 1918 вместе с родителями, сёстрами и слугами. Реабилитирован осенью 2008 года.
Тезоименитство — 5 октября по юлианскому календарю.
Канонизирован Русской православной церковью как страстотерпец (память — 4 июля по юлианскому календарю).

## Рождение
Из телеграммы барона Фредерикса 

 Петербург 30 июля. Её Величество Государыня Императрица Александра Фёдоровна благополучно разрешилась от бремени Сыном, наследником-Цесаревичем и Великим Князем, наречённым при святой молитве Алексеем, 30 июля сего года, в 1 час 15 мин. пополудни в Петергофе.
Подписал: Министр Императорского Двора генерал-адъютант барон Фредерикс.
Был долгожданным ребёнком: у Александры Фёдоровны одна за другой родились в 1895—1901 годы четыре дочери. Царская чета побывала на прославлении Серафима Саровского 18 июля 1903 года в Сарове, где император и императрица молились о даровании им наследника.
При рождении был наречён Алексеем — в честь святителя Алексия Московского. Крещён в церкви Большого Петергофского дворца 11 августа 1904 года духовником императорской семьи протопресвитером Иоанном Янышевым; его восприемниками были: Императрица Мария Феодоровна, Император Германский Король Прусский, Король Великобританский и Ирландский, Король Датский, Великий Герцог Гессенский, Принцесса Виктория Великобританская, Великий Князь Алексей Александрович, Великая Княгиня Александра Иосифовна, Великий Князь Михаил Николаевич.

## Гемофилия
По линии матери Алексей унаследовал гемофилию, носительницами которой были некоторые дочери и внучки английской королевы Виктории. Гемофилию своим потомкам передали вторая дочь королевы — принцесса Алиса (1843—1878), в замужестве Великая герцогиня Гессенская и Прирейнская и младшая дочь — Беатриса (1857—1944), в замужестве принцесса Баттенбергская. Дочь принцессы Беатрисы — королева Испанская Виктория-Евгения (1887—1969) передала гемофилию своим сыновьям принцам Альфонсо (1907—1938) и Гонсало (1914—1934). Сестра императрицы Александры Фёдоровны, тётя цесаревича — принцесса Ирэна (1866—1953), в замужестве принцесса Прусская, передала гемофилию своим двум сыновьям — принцам Вальдемару (1889—1945) и Генриху (1900—1904), что послужило причиной смерти принца в возрасте четырёх лет.
Заболевание гемофилией стало очевидным у цесаревича уже в сентябре 1904 года, когда у младенца, не достигшего ещё двухмесячного возраста, началось тяжёлое кровотечение из пупка. Болезнь у наследника проявлялась в том, что каждый ушиб, в результате которого происходил разрыв какого-нибудь, даже самого крошечного внутреннего кровеносного сосуда (что у обычного человека закончилось бы заурядным синяком), вызывал внутреннее, не останавливающееся кровотечение. Медленно, но безостановочно, кровь проникала в окружающие мышцы и другие ткани, образовывалась гематома величиной с большое яблоко, кожа утрачивала эластичность и не могла больше растягиваться, давление замедляло кровообращение, в результате чего начиналось образование тромба. После этого гематома постепенно рассасывалась и тёмно-багровый синяк превращался в пятнистый желтовато-зелёный. Незначительные внешние порезы или царапины на любом месте поверхности тела не представляли опасности — они сразу же затягивались, а потом на них накладывали тугую повязку, которая сдавливала кровеносный сосуд и давала возможность повреждению постепенно заживать. Исключением были кровотечения изо рта или носа, так как в таких местах невозможно было наложить повязку на источник кровотечения. Однажды царевич чуть не умер от носового кровотечения, хотя не испытывал при этом никакой боли.
Болезнь постоянно вызывала кровоизлияния в суставах — они причиняли Алексею нестерпимую боль и превращали в инвалида. Кровь, скапливаясь в замкнутом пространстве сустава локтя, колена или лодыжки, вызывала давление на нерв, и начинались сильные боли. Попавшая в сустав кровь разрушала кости, сухожилия и ткани. Конечности застывали в согнутом положении. Иногда причина кровоизлияния была известна, иногда нет. Бывало, цесаревич просто объявлял: «Мама, я сегодня не могу ходить», или: «Мама, я сегодня не могу согнуть локоть». Лучшим средством, выводящим из такого состояния, были постоянные упражнения и массаж, но при этом всегда была опасность, что снова начнётся кровотечение. Для снятия болевых симптомов можно было бы применить морфий, но из-за его разрушительных свойств наследнику его не давали и он переставал чувствовать боль, только когда терял сознание. Каждый случай болезни означал недели постельного режима, а лечение включало целый перечень тяжёлых железных ортопедических приспособлений, которые были сконструированы для выпрямления его конечностей, и горячие грязевые ванны.
Осенью 1912 года во время традиционного пребывания царской семьи в охотничьем угодье Спала в Восточной Польше цесаревич неудачно прыгнул в лодку и сильно ушиб внутреннюю сторону бедра в области паха: возникшая гематома долго не рассасывалась, состояние здоровья ребёнка было очень тяжёлым, была реальная угроза смерти. В эти дни впервые и единственный раз о тяжёлом состоянии наследника был издан правительственный бюллетень. В нём, впрочем, болезнь цесаревича не была названа.
«Несчастный маленький страдал ужасно, — писал Николай своей матери, — боли схватывали его спазмами и повторялись почти каждые четверть часа. От высокой температуры он бредил и днём и ночью, садился в постели, а от движения тотчас же начиналась боль. Спать он почти не мог, плакать тоже, только стонал и говорил: „Господи, помилуй“».
Из-за повторных кровоизлияний в суставы наследник часто не мог ходить, и во всех необходимых случаях его носил на руках специально выделенный «дядька» — кондукто́р Гвардейского экипажа А. Е. Деревенько.
Лейб-хирург С. П. Фёдоров, по просьбе Государя обследовавший цесаревича в 1917 году, сообщил Николаю II, что наследник «едва ли проживёт больше 16 лет».
Последнее обострение болезни наступило во время ссылки царской семьи в Тобольске в начале 1918 года. Т. Мельник так описала начало болезни: «вдруг слёг Алексей Николаевич. Это было для всех большое несчастье, так как он опять очень страдал, у него появилось то же внутреннее кровоизлияние от ушиба, уже так измучившее его в Спале. Страшно живой и весёлый, он постоянно прыгал, скакал и устраивал очень бурные игры. Одна из них — катанье вниз по ступенькам лестницы в деревянной лодке на полозьях, другая — какие-то импровизированные качели из бревна. Не знаю, во время которой из них, но Алексей Николаевич ушибся и опять слёг». Нормально передвигаться он так и не начал до самой своей смерти.

## Характер и внешность
Внешность Алексея сочетала в себе лучшее от отца и матери. По воспоминаниям современников, Алексей был красивым мальчиком, с чистым, открытым лицом. Он был слишком худым — сказывалась болезнь.
Характер у мальчика был покладистый, он обожал родителей и сестёр, а те, в свою очередь, души не чаяли в юном цесаревиче, особенно Великая Княжна Анастасия. Алексей был способным в учёбе, как и сёстры, делал успехи в изучении языков.

Наследник Цесаревич Алексей Николаевич был мальчик 14 лет, умный, наблюдательный, восприимчивый, ласковый, жизнерадостный. Был с ленцой и не особенно любил книги. Он совмещал в себе черты отца и матери: унаследовал простоту отца, был чужд надменности, заносчивости, но имел свою волю и подчинялся только отцу. Мать хотела, но не могла быть с ним строгой. Его учительница Битнер говорит о нём: «Он имел большую волю и никогда не подчинился бы никакой женщине». Он был весьма дисциплинирован, замкнут и очень терпелив. Несомненно, болезнь наложила на него свой отпечаток и выработала в нём эти черты. Он не любил придворного этикета, любил быть с солдатами и учился их языку, употребляя в своём дневнике чисто народные, подслушанные им выражения. Скуповатостью напоминал мать: не любил тратить своих денег и собирал разные брошенные вещи: гвозди, свинцовую бумагу, верёвки и т. п.
— Н. А. Соколов. Убийство царской семьи
Дневник Алексея Николаевича был изъят следователем Н. А. Соколовым 6 августа 1918 года у М. И. Летемина.
Наследник очень любил всё связанное с русской армией. Любимой пищей царевича были «щи да каша и чёрный хлеб, который едят все мои солдаты», как он всегда говорил. Ему каждый день приносили пробу щей и каши из солдатской кухни Сводного полка; Алексей всё съедал и ещё облизывал ложку, говоря: «Вот это вкусно, не то что наш обед». Флигель-адъютант Николая II А. А. Мордвинов вспоминал, что Алексей, во время пребывания в Ставке, любил проделывать военные упражнения с игрушечным ружьём, причём со временем научился выполнять их не хуже профессиональных военных. По словам Мордвинова: 

Наряду с внешними привлекательными качествами маленький наследник обладал, пожалуй, ещё более привлекательными внутренними. У него было то, что мы, русские, привыкли называть «золотым сердцем». Он легко привязывался к людям, любил их, старался всеми силами помочь, в особенности тем, кто ему казался несправедливо обиженным. Его застенчивость благодаря пребыванию в Ставке почти прошла. Несмотря на его добродушие и жалостливость, он, без всякого сомнения, обещал обладать в будущем твердым, независимым характером. «Вам будет с ним труднее справиться, чем со мной» — не без гордости сказал как-то государь одному из министров. Действительно, Алексей Николаевич обещал быть не только хорошим, но и выдающимся русским монархом.— А. А. Мордвинов. Воспоминания флигель-адъютанта императора Николая II

## Первое посещение Москвы
В конце мая 1912 года, вместе со своими родителями, впервые посетил Москву — в связи с открытием памятника его деду императору Александру III (разрушен в 1918 году). 30 мая 1912 года в Кремле, у Собственного подъезда Его Величества, при поднесении Наследнику специально написанной Владимирской иконы Богоматери, московский губернский предводитель дворянства А. Д. Самарин обратился к нему с речью: «Благоверный Государь Наследник. Сердечно радуется московское дворянство, видя Тебя в стенах древнего Кремля. Ты в первый раз посещаешь нашу первопрестольную столицу <…>»

## Война
Во время Первой мировой войны Алексей, бывший по должности наследника шефом нескольких полков и атаманом всех казачьих войск, с отцом совершил осенью 1915 года три поездки в действующую армию, посетив Могилев, Ригу, Ревель, Псков, Витебск и другие населенные пункты. Однако в ходе новой фронтовой поездки (декабрь 1915 года) у цесаревича началось сильное кровотечение на фоне простуды и императорский поезд срочно вернулся в Царское Село. После выздоровления наследник продолжил посещать войска.
Был награждён серебряной Георгиевской медалью 4-й степени. 25 мая 1916 года Алексей был произведен в чин ефрейтора. Великая княжна Татьяна писала Николаю II об этом пожаловании: «Поздравляю Алексея с Ефрейтором, так мило!».
2 (15) марта 1917 года Николай II отрёкся от престола не только за себя, но и за сына; «не желая расставаться с любимым сыном Нашим», он передал престол младшему брату, Михаилу Александровичу. Это решение было принято после консультации с лейб-хирургом профессором Сергеем Петровичем Фёдоровым, заявившим императору, что хотя с гемофилией можно прожить и долго, но жизнь престолонаследника зависит от любой нелепой случайности.

## Гибель
Расстрелян вместе с родителями и сёстрами в Екатеринбурге, в Ипатьевском доме в ночь с 16 на 17 июля 1918 года.
Согласно показанию Медведева, одного из участников расстрела, для того чтобы убить цесаревича, потребовалось несколько выстрелов.

## Родословная
|  |                                                              |  |  |  |  |  |  |  |  |  |  |  |  |  |  |  |
|  | Николай I                                                    |  |  |  |  |  |  |  |  |  |  |  |  |  |  |  |
|  |                                                              |  |  |  |  |  |  |  |  |  |  |  |  |  |  |  |
|  |                                                              |  |  |  |  |  |  |  |  |  |  |  |  |  |  |  |
|  | Александр II                                                 |  |  |  |  |  |  |  |  |  |  |  |  |  |  |  |
|  |                                                              |  |  |  |  |  |  |  |  |  |  |  |  |  |  |  |
|  |                                                              |  |  |  |  |  |  |  |  |  |  |  |  |  |  |  |
|  | Александра Фёдоровна                                         |  |  |  |  |  |  |  |  |  |  |  |  |  |  |  |
|  |                                                              |  |  |  |  |  |  |  |  |  |  |  |  |  |  |  |
|  |                                                              |  |  |  |  |  |  |  |  |  |  |  |  |  |  |  |
|  | Александр III                                                |  |  |  |  |  |  |  |  |  |  |  |  |  |  |  |
|  |                                                              |  |  |  |  |  |  |  |  |  |  |  |  |  |  |  |
|  |                                                              |  |  |  |  |  |  |  |  |  |  |  |  |  |  |  |
|  | Август фон Сенарклен де Гранси                               |  |  |  |  |  |  |  |  |  |  |  |  |  |  |  |
|  |                                                              |  |  |  |  |  |  |  |  |  |  |  |  |  |  |  |
|  |                                                              |  |  |  |  |  |  |  |  |  |  |  |  |  |  |  |
|  | Мария Александровна                                          |  |  |  |  |  |  |  |  |  |  |  |  |  |  |  |
|  |                                                              |  |  |  |  |  |  |  |  |  |  |  |  |  |  |  |
|  |                                                              |  |  |  |  |  |  |  |  |  |  |  |  |  |  |  |
|  | Вильгельмина Баденская                                       |  |  |  |  |  |  |  |  |  |  |  |  |  |  |  |
|  |                                                              |  |  |  |  |  |  |  |  |  |  |  |  |  |  |  |
|  |                                                              |  |  |  |  |  |  |  |  |  |  |  |  |  |  |  |
|  | Николай II                                                   |  |  |  |  |  |  |  |  |  |  |  |  |  |  |  |
|  |                                                              |  |  |  |  |  |  |  |  |  |  |  |  |  |  |  |
|  |                                                              |  |  |  |  |  |  |  |  |  |  |  |  |  |  |  |
|  | Фридрих Вильгельм Шлезвиг-Гольштейн-Зондербург-Глюксбургский |  |  |  |  |  |  |  |  |  |  |  |  |  |  |  |
|  |                                                              |  |  |  |  |  |  |  |  |  |  |  |  |  |  |  |
|  |                                                              |  |  |  |  |  |  |  |  |  |  |  |  |  |  |  |
|  | Кристиан IX                                                  |  |  |  |  |  |  |  |  |  |  |  |  |  |  |  |
|  |                                                              |  |  |  |  |  |  |  |  |  |  |  |  |  |  |  |
|  |                                                              |  |  |  |  |  |  |  |  |  |  |  |  |  |  |  |
|  | Луиза Каролина Гессен-Кассельская                            |  |  |  |  |  |  |  |  |  |  |  |  |  |  |  |
|  |                                                              |  |  |  |  |  |  |  |  |  |  |  |  |  |  |  |
|  |                                                              |  |  |  |  |  |  |  |  |  |  |  |  |  |  |  |
|  | Мария Фёдоровна                                              |  |  |  |  |  |  |  |  |  |  |  |  |  |  |  |
|  |                                                              |  |  |  |  |  |  |  |  |  |  |  |  |  |  |  |
|  |                                                              |  |  |  |  |  |  |  |  |  |  |  |  |  |  |  |
|  | Вильгельм Гессен-Кассельский                                 |  |  |  |  |  |  |  |  |  |  |  |  |  |  |  |
|  |                                                              |  |  |  |  |  |  |  |  |  |  |  |  |  |  |  |
|  |                                                              |  |  |  |  |  |  |  |  |  |  |  |  |  |  |  |
|  | Луиза Гессен-Кассельская                                     |  |  |  |  |  |  |  |  |  |  |  |  |  |  |  |
|  |                                                              |  |  |  |  |  |  |  |  |  |  |  |  |  |  |  |
|  |                                                              |  |  |  |  |  |  |  |  |  |  |  |  |  |  |  |
|  | Луиза Шарлотта Датская                                       |  |  |  |  |  |  |  |  |  |  |  |  |  |  |  |
|  |                                                              |  |  |  |  |  |  |  |  |  |  |  |  |  |  |  |
|  |                                                              |  |  |  |  |  |  |  |  |  |  |  |  |  |  |  |
|  | Алексей Николаевич                                           |  |  |  |  |  |  |  |  |  |  |  |  |  |  |  |
|  |                                                              |  |  |  |  |  |  |  |  |  |  |  |  |  |  |  |
|  |                                                              |  |  |  |  |  |  |  |  |  |  |  |  |  |  |  |
|  | Людвиг II Гессенский                                         |  |  |  |  |  |  |  |  |  |  |  |  |  |  |  |
|  |                                                              |  |  |  |  |  |  |  |  |  |  |  |  |  |  |  |
|  |                                                              |  |  |  |  |  |  |  |  |  |  |  |  |  |  |  |
|  | Карл Гессенский                                              |  |  |  |  |  |  |  |  |  |  |  |  |  |  |  |
|  |                                                              |  |  |  |  |  |  |  |  |  |  |  |  |  |  |  |
|  |                                                              |  |  |  |  |  |  |  |  |  |  |  |  |  |  |  |
|  | Вильгельмина Баденская                                       |  |  |  |  |  |  |  |  |  |  |  |  |  |  |  |
|  |                                                              |  |  |  |  |  |  |  |  |  |  |  |  |  |  |  |
|  |                                                              |  |  |  |  |  |  |  |  |  |  |  |  |  |  |  |
|  | Людвиг IV Гессенский                                         |  |  |  |  |  |  |  |  |  |  |  |  |  |  |  |
|  |                                                              |  |  |  |  |  |  |  |  |  |  |  |  |  |  |  |
|  |                                                              |  |  |  |  |  |  |  |  |  |  |  |  |  |  |  |
|  | Вильгельм Прусский                                           |  |  |  |  |  |  |  |  |  |  |  |  |  |  |  |
|  |                                                              |  |  |  |  |  |  |  |  |  |  |  |  |  |  |  |
|  |                                                              |  |  |  |  |  |  |  |  |  |  |  |  |  |  |  |
|  | Елизавета Прусская                                           |  |  |  |  |  |  |  |  |  |  |  |  |  |  |  |
|  |                                                              |  |  |  |  |  |  |  |  |  |  |  |  |  |  |  |
|  |                                                              |  |  |  |  |  |  |  |  |  |  |  |  |  |  |  |
|  | Марианна Прусская                                            |  |  |  |  |  |  |  |  |  |  |  |  |  |  |  |
|  |                                                              |  |  |  |  |  |  |  |  |  |  |  |  |  |  |  |
|  |                                                              |  |  |  |  |  |  |  |  |  |  |  |  |  |  |  |
|  | Александра Фёдоровна                                         |  |  |  |  |  |  |  |  |  |  |  |  |  |  |  |
|  |                                                              |  |  |  |  |  |  |  |  |  |  |  |  |  |  |  |
|  |                                                              |  |  |  |  |  |  |  |  |  |  |  |  |  |  |  |
|  | Фердинанд Эрнст Август Саксен-Кобургский                     |  |  |  |  |  |  |  |  |  |  |  |  |  |  |  |
|  |                                                              |  |  |  |  |  |  |  |  |  |  |  |  |  |  |  |
|  |                                                              |  |  |  |  |  |  |  |  |  |  |  |  |  |  |  |
|  | Альберт Саксен-Кобург-Готский                                |  |  |  |  |  |  |  |  |  |  |  |  |  |  |  |
|  |                                                              |  |  |  |  |  |  |  |  |  |  |  |  |  |  |  |
|  |                                                              |  |  |  |  |  |  |  |  |  |  |  |  |  |  |  |
|  | Луиза Саксен-Гота-Альтенбургская                             |  |  |  |  |  |  |  |  |  |  |  |  |  |  |  |
|  |                                                              |  |  |  |  |  |  |  |  |  |  |  |  |  |  |  |
|  |                                                              |  |  |  |  |  |  |  |  |  |  |  |  |  |  |  |
|  | Алиса Гессенская                                             |  |  |  |  |  |  |  |  |  |  |  |  |  |  |  |
|  |                                                              |  |  |  |  |  |  |  |  |  |  |  |  |  |  |  |
|  |                                                              |  |  |  |  |  |  |  |  |  |  |  |  |  |  |  |
|  | Эдуард Август Кентский                                       |  |  |  |  |  |  |  |  |  |  |  |  |  |  |  |
|  |                                                              |  |  |  |  |  |  |  |  |  |  |  |  |  |  |  |
|  |                                                              |  |  |  |  |  |  |  |  |  |  |  |  |  |  |  |
|  | Виктория                                                     |  |  |  |  |  |  |  |  |  |  |  |  |  |  |  |
|  |                                                              |  |  |  |  |  |  |  |  |  |  |  |  |  |  |  |
|  |                                                              |  |  |  |  |  |  |  |  |  |  |  |  |  |  |  |
|  | Виктория Саксен-Кобург-Заальфельдская                        |  |  |  |  |  |  |  |  |  |  |  |  |  |  |  |
|  |                                                              |  |  |  |  |  |  |  |  |  |  |  |  |  |  |  |
|  |                                                              |  |  |  |  |  |  |  |  |  |  |  |  |  |  |  |

## Лже-Алексеи
Слухи о том, что некоторым членам царской семьи удалось спастись, стали ходить почти сразу после расстрела. По самым скромным подсчётам, число одних только Алексеев за всё время перевалило уже за восемь десятков. Очередная волна самозванцев началась в 1990-е годы, вызванная крушением советского государственного строя и неприятием новой политической системы в России. Другая сторона этих слухов — отождествление известных личностей XX века с членами царской семьи: так, цесаревича Алексея некоторые сторонники фолк-хистори попытались отождествить с Председателем Совета министров СССР Алексеем Косыгиным, который родился в Санкт-Петербурге в один год с цесаревичем.

## Звания и шефства
- Атаман всех казачьих войск (с 30 июля 1904 года)[23]
- Ефрейтор (Выс. пр. 1916)

Шеф:
- Лейб-гвардии Атаманского полка (с 30 июля 1904 года),
- Лейб-гвардии Финляндского полка (с 30 июля 1904 года),
- 51-го пехотного Литовского полка (с 30 июля 1904 года),
- 12-го Восточно-Сибирского (с 20 февраля 1910 года — 12-го Сибирского) стрелкового полка (с 30 июля 1904 года),
- Ташкентского кадетского корпуса (с 5 октября 1904 года),
- 4-й батареи Гвардейской конно-артиллерийской бригады (с 25 января 1906 года),
- Московского (с 19 февраля 1906 года — Алексеевского) военного училища (с 19 февраля 1906 года),
- 43-го драгунского (с 6 декабря 1907 года — 16-го драгунского) Тверского полка (с 30 июля 1907 года),
- 262-го резервного пехотного (с 30 декабря 1908 года — 262-го пехотного, 20 февраля 1910 года — 206-го пехотного) Сальянского полка (с 30 июля 1907 года),
- 1-й Забайкальской казачьей батареи (с 6 мая 1910 года),
- Лейб-гвардии Конно-Гренадерского полка (с 13 июня 1910 года),
- Лейб-гвардии Московского полка (с 8 ноября 1910 года),
- 5-го гренадерского Киевского полка (с 1 июня 1912 года),
- 14-го гренадерского Грузинского полка (с 30 июля 1912 года),
- 2-го Донского казачьего генерала Сысоева полка (с 23 января 1914 года),
- 1-го Оренбургского казачьего полка (с 6 апреля 1914 года),
- 3-го Кубанского пластунского батальона (с 18 апреля 1915 года),
- Алексеевского инженерного училища (с 1915 года),
- Новочеркасского казачьего училища (с 30 июля 1915 года),
- 89-го пехотного Беломорского полка (с 30 июля 1916 года),
- 1-го Волгского полка Терского казачьего войска (с 30 июля 1916 года),
- 1-го Нерчинского казачьего полка Забайкальского казачьего войска (с 5 октября 1916 года),
- Морского корпуса (с 1916 года).

30 июля 1904 года зачислен в списки:
- Лейб-гвардии Преображенского полка,
- Лейб-гвардии Семёновского полка,
- Лейб-гвардии Измайловского полка,
- Лейб-гвардии Егерского полка,
- Лейб-гвардии Гренадерского полка,
- Лейб-гвардии Павловского полка,
- Лейб-гвардии Волынского полка,
- Лейб-гвардии 1-го Стрелкового Его Величества батальона (c 1910 года — полка),
- Лейб-гвардии 3-го Финского стрелкового батальона,
- Лейб-гвардии 4-го Стрелкового Императорской Фамилии батальона (c 1910 года — полка),
- Лейб-гвардии Стрелкового полка,
- Кавалергардского Ея Императорского Величества Государыни Императрицы Марии Феодоровны полка,
- Лейб-гвардии Кирасирского Его Величества полка,
- Лейб-гвардии Кирасирского Ея Императорского Величества Государыни Императрицы Марии Феодоровны полка,
- Лейб-гвардии Гусарского Его Величества полка,
- Лейб-гвардии Уланского Его Величества полка,
- Лейб-гвардии Уланского Ея Императорского Величества Государыни Императрицы Александры Феодоровны полка,
- Лейб-гвардии Казачьего Его Величества полка,
- Собственного Его Императорского Величества конвоя,
- Лейб-гвардии Уральской казачьей Его Величества сотни,
- Лейб-гвардии 1-й артиллерийской бригады,
- 1-й Его Величества батареи Гвардейской конно-артиллерийской бригады,
- Лейб-гвардии 6-й Донской казачьей Его Величества батареи Гвардейской конно-артиллерийской бригады,
- 13-го лейб-гренадерского Эриванского Его Величества полка.
- 10 августа 1904 года зачислен в списки 89-го пехотного Беломорского полка.
- 11 августа 1904 года зачислен в списки Гвардейского экипажа.
- 5 октября 1904 года зачислен в списки 65-го пехотного Московского Его Величества полка.
- 26 марта 1906 года зачислен в списки 44-го драгунского (с 6 декабря 1907 года — 17-го драгунского) Нижегородского Его Величества полка.
- 29 июля 1906 года зачислен в списки 45-го драгунского (с 6 декабря 1907 года — 18-го драгунского) Северского Короля Датского Кристиана IX полка.
- 9 декабря 1906 года зачислен в списки 1-го железнодорожного батальона (с 6 мая 1915 — Собственного Его Императорского Величества железнодорожного полка).
- 14 марта 1907 года зачислен в списки Константиновского артиллерийского училища.
- 6 апреля 1907 года зачислен в списки Лейб-гвардии Сводно-Казачьего полка.
- 30 июля 1907 года зачислен в списки 15-го драгунского (с 6 декабря 1907 года — 5-го гусарского) Александрийского Ея Величества Государыни Императрицы Александры Феодоровны полка.
- 13 апреля 1908 года зачислен в списки Александровского и Павловского военных училищ.
- 17 февраля 1909 года зачислен в списки 1-го кадетского корпуса.
- 12 августа 1911 года зачислен в списки 1-го лейб-гренадерского Екатеринославского Императора Александра II полка.
- 4 июля 1915 года зачислен в списки казачьей сотни Николаевского кавалерийского училища.
- 6 декабря 1916 года зачислен в списки 1-го Сибирского казачьего Ермака Тимофеева, ныне ЕГО ВЕЛИЧЕСТВА полка.

## Награды
российские:
- Орден Святого Андрея Первозванного (11.08.1904)
- Орден Святого Александра Невского (11.08.1904)
- Орден Святой Анны 1 ст. (11.08.1904)
- Орден Белого Орла (11.08.1904)
- Орден Святого Станислава 1 ст. (11.08.1904)
- Медаль «В память 100-летия Отечественной войны 1812 года» (1912)
- Медаль «В память 300-летия царствования дома Романовых» (1913)
- Медаль «В память 200-летия морского сражения при Гангуте» (1914)
- Георгиевская медаль 4 ст. № 202400 (17.10.1915)[24]

иностранные:
- Высший орден Святого Благовещения (1909)
- Большой крест Ордена Святых Маврикия и Лазаря (1909)
- Большой крест Ордена Короны Италии (1909)
- Шведский Орден Серафимов (27.06.1909)[25]
- Большой крест Французского Ордена Почётного легиона (08.07.1914)[26]

## Канонизация
В 1981 году канонизирован Русской православной церковью за рубежом, в 2000 году — Русской православной церковью.
Среди обнаруженных в июле 1991 года Екатеринбургских останков не идентифицирован. По версии следствия, это связано с тем, что тела Алексея и Марии были сожжены организаторами расстрела.
В августе 2007 года в Поросёнковом логу близ Екатеринбурга, в 67 метрах от большого захоронения, обнаружены обгорелые останки, предположительно идентифицированные как останки Алексея и Марии. В 2008 году генетический анализ, проведённый российским генетиком Е. И. Рогаевым и экспертами в США, подтвердил, что обнаруженные в 2007 году под Екатеринбургом останки принадлежат детям Николая II. Останки цесаревича Алексея Николаевича из-за непризнания их РПЦ до сих пор не преданы земле и с 2011 года находились на хранении в Государственном архиве Российской Федерации, в декабре 2015 года останки переданы на временное хранение в Новоспасский мужской монастырь Москвы.

## Перезахоронение
8 июля 2015 года Д. Медведев подписал распоряжение о подготовке перезахоронения цесаревича Алексея и великой княжны Марии. Перезахоронение предварительно было запланировано на февраль 2016 года, но так и не состоялось.
У церкви остаются вопросы по предполагаемым останкам детей Николая II. Как заявил директор канцелярии Российского Императорского Дома Александр Закатов, главное, чтобы новосозданная группа работала в координации с РПЦ и не делала поспешных выводов.

## Память

### Учебные заведения
- В 1912 году в Санкт-Петербурге в честь цесаревича Алексея было названо Реальное училище при единоверческой Никольской церкви.
- В 1911 году — Ростовское-на-Дону соединённое мореходное училище дальнего плавания и судовых механиков торгового флота имени царевича Алексея Николаевича атамана всех казачьих войск, с приготовительной школой имени генерал-адъютанта графа П. Е. Коцебу (с 1911 по 1917 г.г.).
- В 1916 году в Таганроге в честь цесаревича Алексея была названа Алексеевская женская гимназия[35].
- Саратовская государственная консерватория имени Л. В. Собинова изначально именовалась как «Саратовская Императорского Русского музыкального общества Алексеевская консерватория» (названа так в честь наследника престола — цесаревича Алексея).
- В 1907 году в Егорьевске в честь цесаревича Алексея было названо Техническое училище
- В 1907 году в Аткарске в честь цесаревича Алексея было построено здание Аткарского педагогического училища[36].

### Памятники
- В 1911 г. в Олонце Олонецкой губернии был открыт памятник с барельефом цесаревича Алексея на названном в его честь мосту через реки Мегрегу и Олонку. Не сохранился[37].
- Памятник, представляющий собой бронзовую фигуру Цесаревича на мраморном постаменте, был торжественно открыт 12 августа 1994 г. рядом с Коттеджем в парке «Александрия» в Петродворце. Скульптор В. В. Зайко. На этом постаменте до 1941 г. находилась мраморная двухметровая фигура Императора Николая I (скульпторы Н. С. Пименов и Р. К. Залеман, 1855—1868 годы).
- Памятник, представляющий собой фигуру Цесаревича, отлитую из бетона и тонированную под бронзу на каменном постаменте, был торжественно открыт 15 октября 2011 г. в г. Шахты Ростовской области на территории Казачьего кадетского корпуса им. Я. П. Бакланова. Скульптор Ю. Левочкин.
- Памятник, представляющий собой бронзовый бюст Цесаревича на гранитном постаменте, был торжественно открыт 26 мая 2013 г. в Санкт-Петербурге за алтарём Крестовоздвиженского собора (Лиговский пр., 128). Скульптор Сергей Алипов.
- Памятник, представляющий собой бронзовый бюст Цесаревича на гранитном постаменте, был торжественно открыт 29 сентября 2016 г. в Ялте близ Александро-Невского собора. Скульптор Александр Аполлонов.
- Памятник, копирующий ялтинский, был открыт в феврале 2019 года в Донецке.
- Памятник в составе скульптурной композиции у храма Александра Невского в Новосибирске.

### Населённые пункты
В честь цесаревича Алексея названы станица Новоалексеевская, город Алексеевский Горячий Ключ, ныне город Горячий Ключ Краснодарского края, город Алексеевск, ныне Свободный, и село Новоалексеевское на Кубани.

### Географические объекты
Имя Цесаревича Алексея получил один из островов Земли Николая II (ныне Северная Земля), открытой экспедицией Б. А. Вилькицкого в 1913 г. Один из проливов здесь также получил имя Цесаревича. В 1926 г. одновременно с переименованием Земли Николая II в Северную землю остров Цесаревича Алексея был переименован в Малый Таймыр, а пролив — в пролив Вилькицкого.

### Киновоплощения
- Лоренс Джонсон («Падение Романовых» The Fall of the Romanoff, (США) 1917)
- Родерик Нобл («Николай и Александра» Nicholas and Alexandra, 1971)
- Николай Лиров («Агония», 1974)
- Кристиан Бейл («Анастасия: Загадка Анны», 1986, дебютная роль)
- Алексей Логунов («Цареубийца», 1991)
- Николас Хупер и Бернард Кернс («Зеркало, зеркало», 1995)
- Фредди Файндлей («Распутин», США, 1996)
- Владимир Грачёв («Романовы. Венценосная семья», 2000)
- Александр Дробитько («Григорий Р.», 2014)
- Уильям Билецкий («Корона, 2022»)